# Alonso Fernández de Avellaneda
Alonso Fernández de Avellaneda (Tordesillas, ... – ...; fl. XVII secolo) è stato uno scrittore spagnolo.
È lo pseudonimo dell'autore del secondo tomo del Don Chisciotte della Mancia, apocrifo del XVII secolo conosciuto come Quijote de Avellaneda.
Ancora oggi il problema della critica è quello di scoprire chi si celasse sotto il nome di Alonso Fernández de Avellaneda e le risposte che si sono date non sono soddisfacenti. Si è pensato all'opera di autori celebri come Félix Lope de Vega, Tirso de Molina, Jerónimo de Pasamonte, Juan Ruiz de Alarcón, Francisco de Quevedo e ad altri autori quasi dimenticati.

## IlSegundo tomo del ingenioso hidalgo Don Quijote de la Manchadi Avellaneda
Quando Cervantes pubblicò la sua prima parte del Don Chisciotte ottenne finalmente l'atteso successo. Un successo, tuttavia, che lo stesso Cervantes in un certo senso trascurò, tanto che per diversi anni non lavorò al seguito che lui stesso aveva annunciato alla fine del primo volume. La continuazione arrivò nel 1614 a Tarragona, ma dovuta ad un altro autore apocrifo che pubblicò uno pseudo secondo volume sotto il nome di "Avellaneda" dal titolo "Segundo tomo del ingenioso hidalgo Don Chisciotte de la Mancha". Questa continuazione spuria presenta una ricca vena narrativa e un notevole potere di satira.  Lo stile rivela l'origine aragonese dell'autore.
Sappiamo che Cervantes non godeva di grande considerazione nell'ambiente letterario e il successo che ebbe il Quijote probabilmente può aver indotto qualche letterato dell'epoca a sfruttare un tema che aveva riscontrato così tanta fortuna.
Nel 1704 ebbe un adattamento con numerose modifiche, "Nuove avventure di don Chisciotte della Mancia" (Nouvelles aventures de don Quichotte), scritto in francese da Alain-René Lesage.

### Trama
Il protagonista del libro è don Quijote, un cavaliere che si reca a Saragozza per partecipare ai celebri tornei. Incontra don Alvaro Tarfe che subito offre alloggio nella sua casa all'hidalgo.

Don Quijote, che ha rinunciato a Dulcinea e si è perciò battezzato Il Cavaliere desamorado, accompagnato da Sancho, si reca a Saragozza per partecipare al torneo.
Ad Alcalà e Madrid succedono incredibili avventure. Sancho si mette al servizio di un marchese e, infine, Tarfe fa rinchiudere don Quijote in un manicomio di Toledo.

### Confronto con ilDon Chisciottedi Cervantes
L'opera di Avellaneda non regge il confronto con l'opera originale. In quel periodo Cervantes stava scrivendo il capitolo LIV della seconda parte del Quijote, quando la lettura del libro de Avellaneda e le numerose contraddizioni che trovò nella novella, gli sembrarono in contrasto con il piano della novella stessa. Ciò nonostante, il romanzo apocrifo dimostra da parte del suo autore, chiunque esso sia, una comprensione profonda del testo di Cervantes, fino al punto da essere una continuazione per molti aspetti credibile. Si può addirittura dire che la migliore imitazione del testo di Cervantes è proprio questa, la prima.
Non è noto a che punto Cervantes fosse giunto nella stesura del secondo volume del Don Chisciotte. Ma, per quanto Cervantes metta alla berlina il suo imitatore, citando almeno una decina di volte il testo apocrifo di Avellaneda nel secondo volume, si può dire che lui stesso abbia preso seriamente in considerazione questa opera, in parte per riscoprire il valore della sua opera originaria, ma in parte anche modificando la trama e l'itinerario di Don Chisciotte e di Sancio Panza nel secondo volume: è solo dopo che Don Chisciotte stesso legge il romanzo di Avellaneda che si decide a recarsi a Barcellona invece che a Saragozza. Il dialogo, spesso implicito ma a volte esplicito, che Cervantes intesse con il suo imitatore è una delle ragioni del successo del secondo volume dell'opera di Cervantes. Nel secondo volume di Cervantes, Don Chisciotte e Sancio Panza non solo sono a conoscenza che le loro avventure siano già state narrate nel primo volume, ma si spingono addirittura loro stessi a sconfessare le vicende descritte nella versione apocrifa. Grazie a questi espedienti, Cervantes fa diventare il secondo volume metaletteratura.
Il volume apocrifo può quindi considerarsi in tutto e per tutto un'opera che ha contribuito in maniera decisiva ad affermare la fortuna dell'opera di Cervantes, un caso significativo di imitazione che ha indotto l'autore originale a sviluppare e perfezionare i propri personaggi e le proprie trame.

## Opere
- Alonso Fernandez de Avellaneda, El ingenioso hidalgo Don Quijote de la Mancha, Madrid, Biblioteca nueva, 2000. ISBN 84-7030-763-0
- Alonso Fernandez de Avellaneda, Il secondo Chisciotte, traduzione italiana integrale del testo spagnolo di Gilberto Beccari, introduzione e cura di Giovanna Calabrò, Napoli, Guida Editori, 1983.